# Lamborghini Sián
De Lamborghini Sián is een hybridesportwagen van het Italiaanse automerk Lamborghini. De naam van deze auto, Sián, komt van een woord uit een dialect dat gesproken wordt rond Bologna en betekent "bliksem". Het model werd gepresenteerd op de IAA in Frankfurt.
Van dit model worden 63 modellen geproduceerd, waarvan het aantal verwijst naar het jaar 1963; het jaar dat Lamborghini werd opgericht.

## Exterieur
De auto heeft een Gandinilijn die van de Countach komt. De y-vormen en een andere elementen verwijzen naar de Lamborghini Terzo Millennio.

## Interieur
Dit model heeft in het verlengde van de middenconsole een rechtopstaand scherm in het dashboard. Het stuur van deze auto is leeg gelaten voor minder afleiding.

## Prestaties
De auto beschikt over een 12-cilinder v-motor met een elektromotor en heeft een systeemvermogen van 812 pk. Het model trekt in 2,8 seconden op van 0-100 km/u en haalt een topsnelheid van 350 km/u. De elektromotor helpt de auto tot de 130 km/u.